# Austrocarausius nigropunctatus
Austrocarausius nigropunctatus is een insect uit de orde Phasmatodea en de  familie Phasmatidae. De wetenschappelijke naam van deze soort is voor het eerst geldig gepubliceerd in 1896 door William Forsell Kirby.
Deze soort komt voor in Australië, met name in Queensland.
1. ↑  (en) Austrocarausius nigropunctatus op de IUCN Red List of Threatened Species.